# Satsuma (Alabama)
Satsuma è un comune degli Stati Uniti d'America situato nella contea di Mobile dello Stato dell'Alabama.
Conosciuta fino al 1915 come Fig Tree Island, la città prese il nome attuale dal mandarancio Satsuma, che venne coltivato con successo in Alabama dal 1878, quando venne donato dall'imperatore del Giappone Meiji.